# Champagne e spine

## Lista de canciones
| N.º | Título                                | Escritor(es) | Duración |  |
| 1.  | «Click Clak»                          |              |          |  |
| 2.  | «K.I.L.L.A»                           |              | 3:26     |  |
| 3.  | «Ho visto» (con Ensi)                 |              | 2:44     |  |
| 4.  | «Romanzo criminale» (con Daniele Vit) |              |          |  |

- Datos: Q3666070